# Nantes Rezé Métropole Volley 2019-2020
Questa voce raccoglie le informazioni riguardanti il Nantes Rezé Métropole Volley nelle competizioni ufficiali della stagione 2019-2020.

## Organigramma societario
Area direttiva
- Presidente: Thierry Rose

Area tecnica
- Allenatore: Fulvio Bertini
- Allenatore in seconda: Michele Bulleri

## Rosa
| N° | Nome             | Ruolo | Data di nascita | Nazionalità sportiva |
| -- | ---------------- | ----- | --------------- | -------------------- |
| 1  | Peter Michalovič | O     | 26 maggio 1990  | Slovacchia           |
| 3  | Sergio Noda      | S     | 23 maggio 1987  | Spagna               |
| 4  | Timothé Galtie   | S     | 14 marzo 2003   | Francia              |
| 6  | Médéric Henry    | C     | 20 giugno 1995  | Francia              |
| 7  | Célestin Cardin  | O     | 23 ottobre 1999 | Francia              |
| 8  | Théo Josserand   | S     | 29 agosto 1993  | Francia              |
| 9  | Paolo Zonca      | S     | 13 maggio 1997  | Italia               |
| 10 | Romain Devèze    | L     | 5 ottobre 1993  | Francia              |
| 12 | Gregor Ropret    | P     | 1º marzo 1989   | Slovenia             |
| 13 | Antonin Roulleau | C     | 13 aprile 1996  | Francia              |
| 14 | Borja Ruiz       | C     | 26 luglio 1992  | Spagna               |
| 15 | Léo Meyer        | P     | 25 gennaio 1997 | Francia              |

## Risultati

### Coppa di Francia

#### Fase a eliminazione diretta
| Ottavi di finale - 29 ottobre 2019 Gymnase Arthur Dugast, Nantes | Nantes | 3 - 1 | Cannes | 17-25, 25-15, 25-23, 25-18 |
| Quarti di finale - 5 novembre 2019 Salle Pierre Charpy, Parigi   | Paris  | 3 - 1 | Nantes | 25-21, 23-25, 28-26, 25-23 |